# 과히라쇠주머니쥐
과히라쇠주머니쥐(Guajira mouse opossum, 학명: Marmosa xerophila)는 남아메리카에 서식하는 주머니쥐과 유대류의 일종이다. 콜롬비아와 베네수엘라에서 발견된다.